# Nhà Erazm Barącz ở Kraków
Nhà Erazm Barącz ở Kraków (tiếng Ba Lan: Dom Erazma Barącza w Krakowie) là một ngôi nhà chung cư lịch sử tọa lạc tại số 51 phố Karmelicka, quận Piasek, Kraków, Ba Lan. Ngôi nhà đã được ghi danh vào Sổ đăng ký di tích thành phố.

## Lịch sử
Ngôi nhà chung cư được xây dựng vào năm 1867. Vào năm 1922, người đứng đầu mỏ muối Wieliczka lúc bấy giờ là Erazm Barącz đã mua lại và tái thiết toàn bộ tòa nhà. Trong tòa nhà, chủ sở hữu mới đã thu thập một bộ sưu tập nghệ thuật phong phú là tranh của các họa sĩ Ba Lan đương đại (bao gồm hơn 100 tác phẩm của Teodor Axentowicz, Jacek Malczewski, Leon Wyczółkowski, và một số người khác), tác phẩm điêu khắc, đồ nội thất và đồng hồ. Ngoài ra, bộ sưu tập cũng bao gồm các loại vải, thủ công mỹ nghệ và vũ khí.
Sau khi Erazm Barącz qua đời vào năm 1928, theo di nguyện của ông, ngôi nhà chung cư và bộ sưu tập gồm hơn 500 hiện vật trở thành tài sản của Bảo tàng Quốc gia ở Kraków. Món quà của Barącz là cơ sở để thành lập một chi nhánh mới của Bảo tàng Quốc gia ở Kraków mang tên Chi nhánh thứ tư Erazm Barącz, hoạt động đến năm 1939. Sau chiến tranh thế giới thứ hai, chi nhánh này của bảo tàng không được mở cửa trở lại. Hiện nay, nội thất của ngôi nhà chung cư đã được điều chỉnh thành các căn hộ.